# Caorches-Saint-Nicolas

Caorches-Saint-Nicolas este o comună în departamentul Eure, Franța. În 1 ianuarie 2022 avea o populație de 603 de locuitori.